# Đồng Lộc (xã)
Đồng Lộc là xã thuộc huyện Hậu Lộc, tỉnh Thanh Hóa.

## Diện tích và dân số
Xã Đồng Lộc có diện tích 3,55 km².
Dân số của xã Đồng Lộc:
- Theo Tổng điều tra dân số năm 1999: 4.466 người[1].
- Theo Tổng điều tra dân số năm 2009: 3.950 người với 1.139 hộ gia đình, gồm 1.932 nam và 2.018 nữ[2].

## Địa giới hành chính
Xã Đồng Lộc nằm ở phía Bắc của huyện Hậu Lộc, thuộc hữu ngạn sông Lèn, phía Nam cầu Đò Lèn.
- Phía Đông giáp xã Cầu Lộc, huyện Hậu Lộc
- Phía Nam giáp các xã Cầu Lộc và Thành Lộc, huyện Hậu Lộc;
- Phía Tây giáp xã Đại Lộc, huyện Hậu Lộc;
- Phía Bắc giáp thị trấn Hà Trung và các xã Hà Phong, Hà Lâm, huyện Hà Trung.

Từ xa xưa trên địa bàn xã này có tuyến kênh Nhà Lê nối từ  kinh đô Hoa Lư đến Đèo Ngang đi qua, là tuyến đường thủy đầu tiên trong lịch sử Việt Nam và được coi là tuyến đường Hồ Chí Minh trên sông vì những đóng góp cho các cuộc kháng chiến của nhân dân Việt Nam (hiện là một đoạn của sông Lèn theo tên gọi địa phương).

## Hành chính
Xã Đồng Lộc được chia thành 3 thôn: Nhân Phú, Phương Độ, Phượng Lĩnh.

## Giao thông
- Quốc lộ 1 chạy qua xã.